# Dummar
Dummar – dzielnica Damaszku leżąca w jego zachodniej części. Dzieli się na 5 osiedli: Al-Arin, Dahijat Dummar, Dummar al-Gharbijja, Dummar asz-Szarkijja i Al-Wurud. Łącznie liczą 96 962 mieszkańców (liczbę ludności dzielnicy oparto na sumie populacji osiedli).

## Przypisy

Mapa obrazująca podział administracyjny muhafazy Damaszek-Miasto (dzielnicę zaznaczono na żółto po lewej stronie).